# Чернігівський обласний історико-меморіальний музей-заповідник П. Куліша «Ганнина Пустинь»
Історико-меморіальний музей-заповідник «Ганнина Пустинь» — маєток Білозерських-Кулішів на хуторі Мотронівка на Чернігівщині (нині частина с. Оленівка). Усипальниця діяча українського національного відродження письменника, поета, фольклориста, етнографа Пантелеймона Куліша.

## Історія
Хутір Мотронівка був заснований батьком української письменниці Олександри Михайлівни Білозерської-Куліш, яка більше відома як Ганна Барвінок, Михайлом Білозерським серед старого гаю. Це була предківщина його дружини Мотрони Василівни — тому і хутір, на честь її, було названо Мотронівкою. інші назви — Кулішівка, Ганнина Пустинь: коли згорів перший український рукописний переклад Біблії, Пантелеймон Куліш на честь дружини перейменував Мотронівку на Ганнину пустинь, а та в свою чергу назвала хутір Кулішівкою по смерті Куліша.
Пантелеймон Куліш з дружиною Ганною Барвінок оселився в Мотронівці лише в 1883 році. Тут він знайшов землю, про яку мріяв, про яку написав багато творів. Саме на хуторі у письменника дозрів задум роману «Чорна Рада», тут він перекладав Шекспіра, Гете, Байрона, завершив працю «Отпадение Малоросии от Польши».
У 1999 році тодішній Президент України Леонід Кучма і Голова Верховної Ради Іван Плющ заклали на хуторі Мотронівка на Борзнянщині закладний камінь з написом: «Тут буде споруджено історико-меморіальний музей-заповідник Пантелеймона Куліша „Ганнина Пустинь“». Того ж літа розпочалося будівництво комплексу. Було впорядковано місце поховання подружжя Кулішів та брата Ганни Барвінок — Василя Білозерського, встановлені мармурові надмогильні плити та хрести. Поряд розташована капличка святого Пантелеймона, споруджена в 2001 році та реконструкція хреста, поставленого Ганною Барвінок на честь свого чоловіка в 1897 році, відтворена за історичними документами з архівів Чернігівського історичного музею імені Тарновського.
Згідно з постановою № 889 Кабінету Міністрів України від 12 вересня 2005 року «Ганнина Пустинь» внесена до числа переліку музеїв, в яких зберігаються музейні колекції та музейні предмети, що є державною власністю і належать до державної частини Музейного фонду України.

## Експозиція

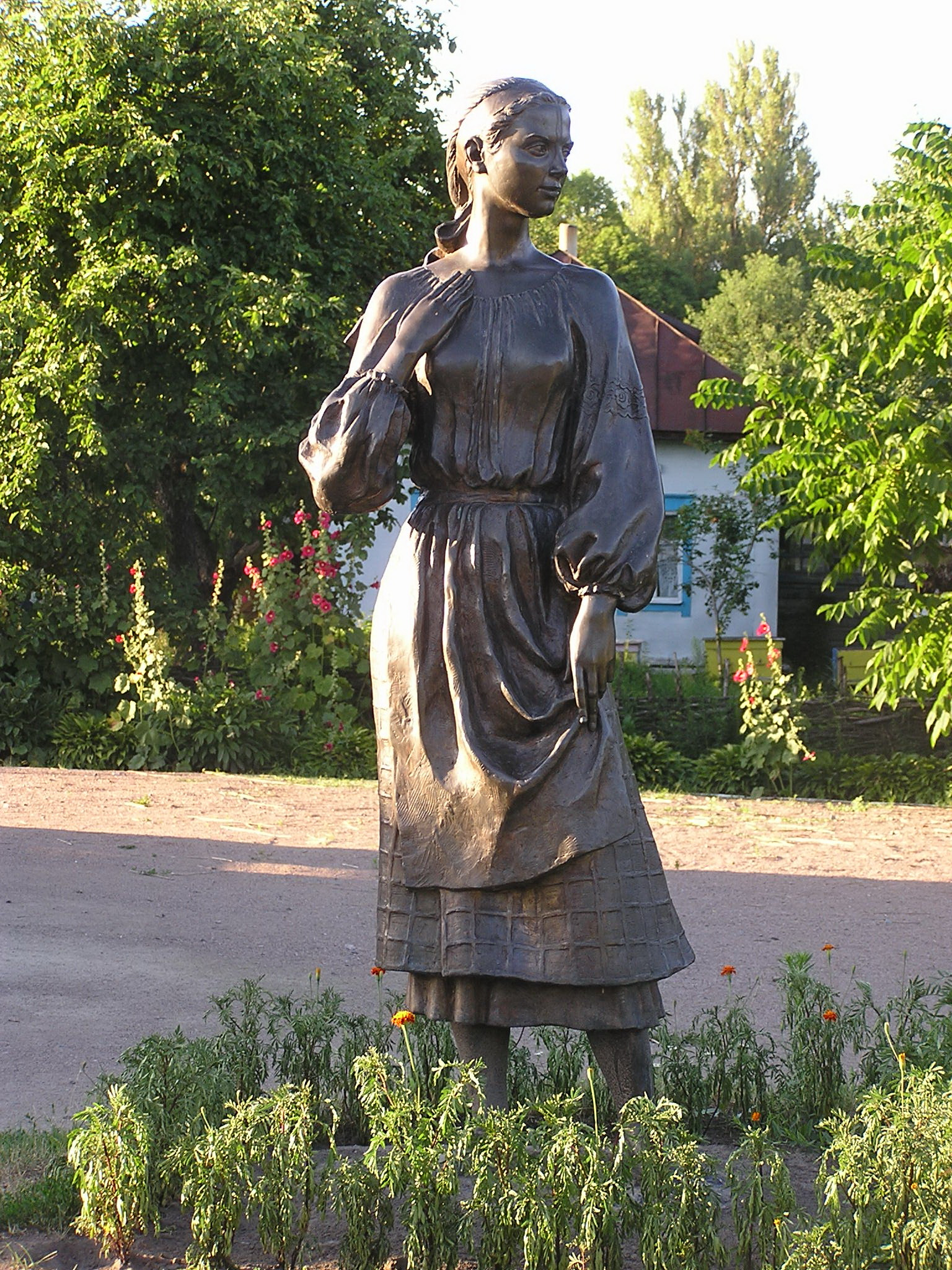
Письменниця і громадський діяч Олександра Білозерська (Ганна Барвінок)
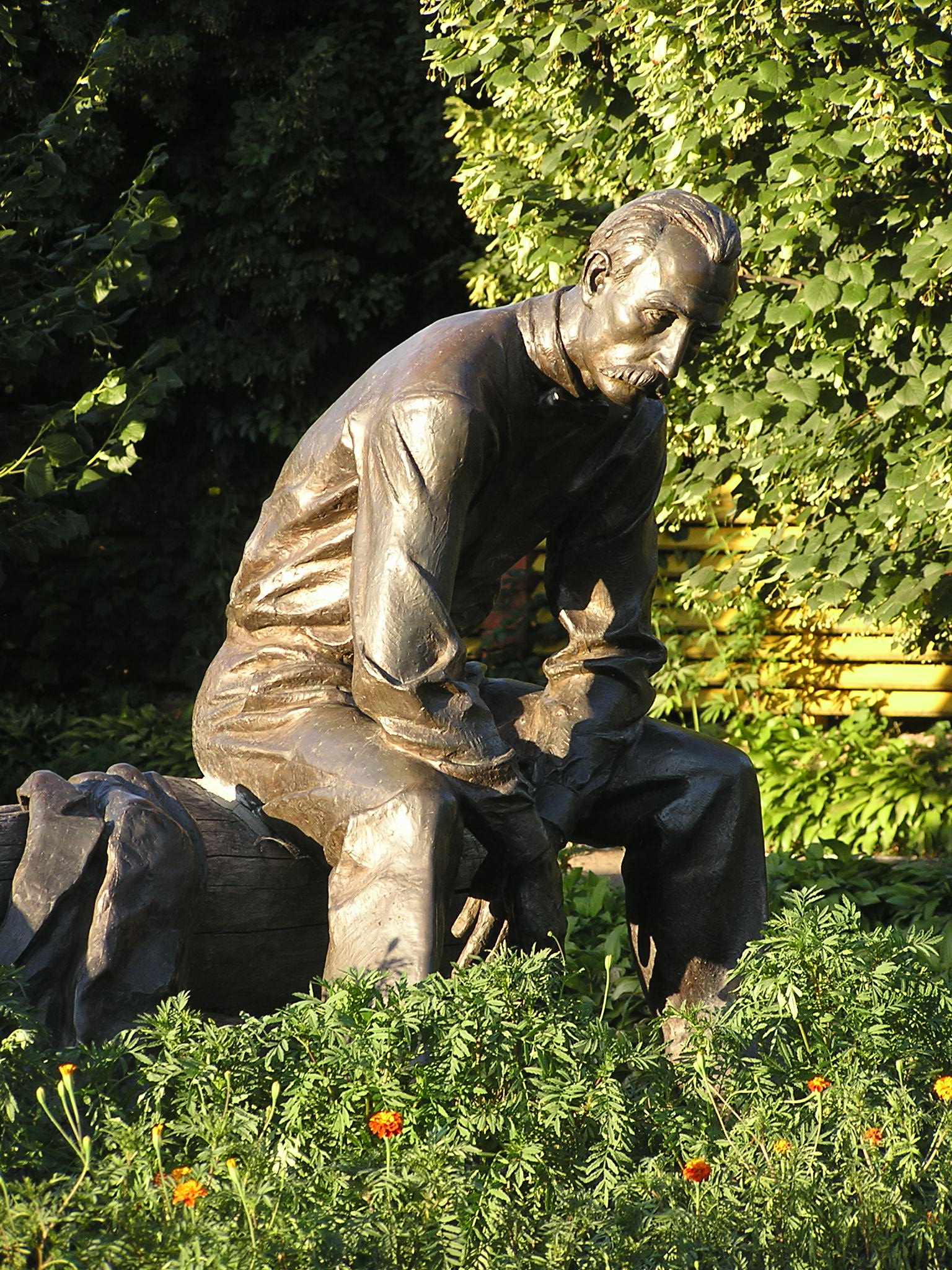
Письменник, поет, драматург Пантелеймон Куліш
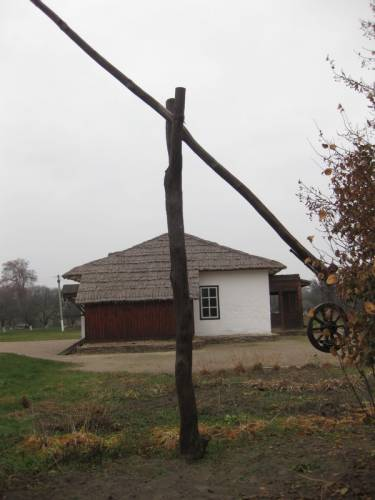
Колодязь-журавель в історико-меморіальному музеї «Ганнина Пустинь»
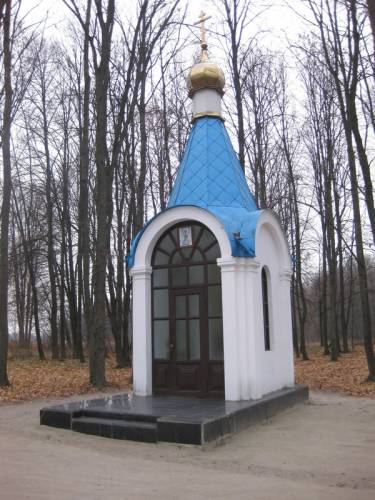
Каплиця на місці поховання П. Куліша, О. Білозерської-Куліш і В. М. Білозерського

Обласний історико-меморіальний музей-заповідник Пантелеймона Куліша «Ганнина Пустинь» — ландшафтний парк-пам'ятка садово-паркового мистецтва. Загальна площа музею-заповідника становить 9,2 га.
Основні об'єкти:
- Садиба-музей, де народилася, жила і стала на весільний рушник Олександра Білозерська (Ганна Барвінок). В середині будинку — музейна експозиція. Привертає увагу вітальня із простим, покритим скатертиною столом, за яким частували гостей. Тут же — улюблений стіл Тараса Шевченка, за яким він полюбляв працювати. Серед експонатів музею — експозиція «Рушник, що вміє промовляти». Серед рушників почесне місце займає кролевецький рушник, на якому вишито «1894 рік», подарований Кулішам на їхньому золотому весіллі.
- Реконструкція хати Куліша (5 кімнат), побудованої у 1877 році за порадою дружини Ганни Барвінок. На сволоку хати був напис: «За доброю порадою своєї дружини побудував Пантелеймон Куліш». Поруч — скульптурна композиція — пам'ятники Пантелеймона Куліша і Ганни Барвінок. Поряд — реконструкція господарських споруд — клуня, колодязь-журавель, стежка до копанки Куліша, на березі якої стоїть Шевченкова альтанка.
- Алея кохання, яка веде до меморіального поховання подружжя Кулішів і Василя Білозерського. В парку поруч — клен П. Куліша, якому 137 років.

Уся територія заповідника розбита доріжками, квітниками, газонами, алеями по якими в далекі Кулішівські часи ходили Тарас Шевченко, Віктор Забіла, Іван Франко, Іван Пулюй, Марко Вовчок, Опанас Маркевич, Микола Костомаров.
До хутора часто приїздять відвідувачі. Тут проводяться літературні гостини, історико-культурні конференції, мистецьки заходи.
На могилі Пантелеймона Куліша, на мармуровій плиті висічені слова поета «Зовсім інша була б річ, як би ми єдиними устами і єдиним серцем трудились над пробудженням суспільно-національної свідомості України». Ці слова Куліш сказав більше ніж 100 років тому, але вони не втратили своєї актуальності і сьогодні.